# Carlos Eduardo Ventura
Carlos Eduardo Ventura (São Bernardo do Campo, 15 maart 1974) is een voormalig Braziliaans voetballer.

## Carrière
Duda speelde tussen 1997 en 2008 voor verschillende clubs, in Brazilië, Portugal, Japan en Malta.

## Statistieken
Hieronder een overzicht van de gespeelde wedstrijden en de doelpunten die Venura gemaakt heeft.
| Statistieken | Statistieken     | Statistieken   | League | League     |
| Seizoen      | Club             | League         | Wed.   | Doelpunten |
| ------------ | ---------------- | -------------- | ------ | ---------- |
| 1997/98      | Benfica          | Primeira Liga  | 0      | 0          |
| 1998         | Kashiwa Reysol   | J. League 1    | 5      | 3          |
| 1998/99      | Rio Ave          | Primeira Liga  | 8      | 1          |
| 1999/00      | Porto            | Primeira Liga  | 1      | 0          |
| 1999/00      | Alverca          | Primeira Liga  | 15     | 5          |
| 2000/01      | Boavista         | Primeira Liga  | 33     | 10         |
| 2001/02      | Boavista         | Primeira Liga  | 26     | 3          |
| 2002/03      | Boavista         | Primeira Liga  | 17     | 0          |
| 2003/04      | Boavista         | Primeira Liga  | 19     | 0          |
| 2007/08      | Sliema Wanderers | Premier League | 6      | 0          |
| Totaal       | Totaal           | Totaal         | 130    | 22         |